# Compsophorus leucozona
Compsophorus leucozona är en stekelart som först beskrevs av Cameron 1903.  Compsophorus leucozona ingår i släktet Compsophorus och familjen brokparasitsteklar. Inga underarter finns listade i Catalogue of Life.